# Tristana
Tristana – hiszpańsko-francusko-włoski dramat filmowy z 1970 roku w reżyserii Luisa Buñuela, zrealizowany na podstawie powieści Benito Pereza Galdosa pod tym samym tytułem. Zdjęcia kręcono w Toledo i Madrycie.
Jako oficjalny hiszpański kandydat film został nominowany do Oscara w kategorii najlepszego filmu nieanglojęzycznego.

## Obsada
- Catherine Deneuve – Tristana
  - María Luisa Rubio – Tristana (głos)
- Fernando Rey – Don Lope
- Franco Nero – Horacio
  - Juan Miguel Cuesta – Horacio (głos)
- Lola Gaos – Saturna
- Antonio Casas – Don Cosme
- Jesús Fernández – Saturno
- Vicente Soler – Don Ambrosio
- José Calvo – Campanero
- Fernando Cebrián – dr Miquis
- Rosa Luisa Goróstegui – Josefina
  - Irene Guerrero de Luna – Josefina (głos)

## Nagrody i nominacje
Oscary za rok 1970
- Najlepszy film zagraniczny (nominacja)